# Iertof
Iertof – wieś w Rumunii, w okręgu Caraș-Severin, w gminie Vrani. W 2011 roku liczyła 126 mieszkańców. 